# (500159) 2012 EY13
(500159) 2012 EY13 es un asteroide perteneciente al cinturón de asteroides, descubierto el 14 de octubre de 2007 por el equipo del Mount Lemmon Survey desde el Observatorio del Monte Lemmon, Arizona, Estados Unidos.

## Designación y nombre
Designado provisionalmente como 2012 EY13.

## Características orbitales
2012 EY13 está situado a una distancia media del Sol de 2,299 ua, pudiendo alejarse hasta 2,745 ua y acercarse hasta 1,853 ua. Su excentricidad es 0,193 y la inclinación orbital 7,822 grados. Emplea 1273,76 días en completar una órbita alrededor del Sol.

## Características físicas
La magnitud absoluta de 2012 EY13 es 18,4.